# Cissus repanda
Cissus repanda es una especie del género Cissus en la familia Vitaceae. Es una planta trepadora que se encuentra en Asia.

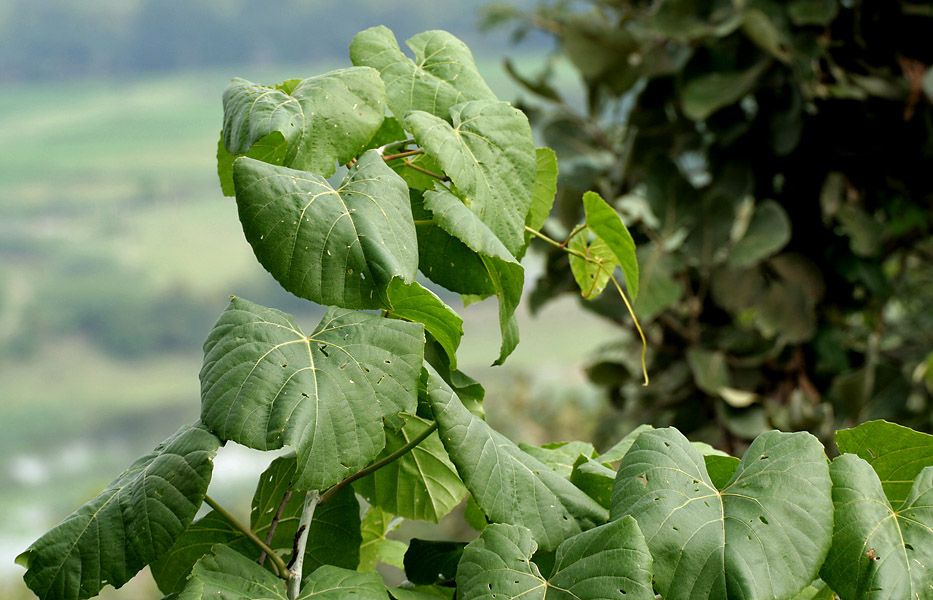
Detalle de la planta

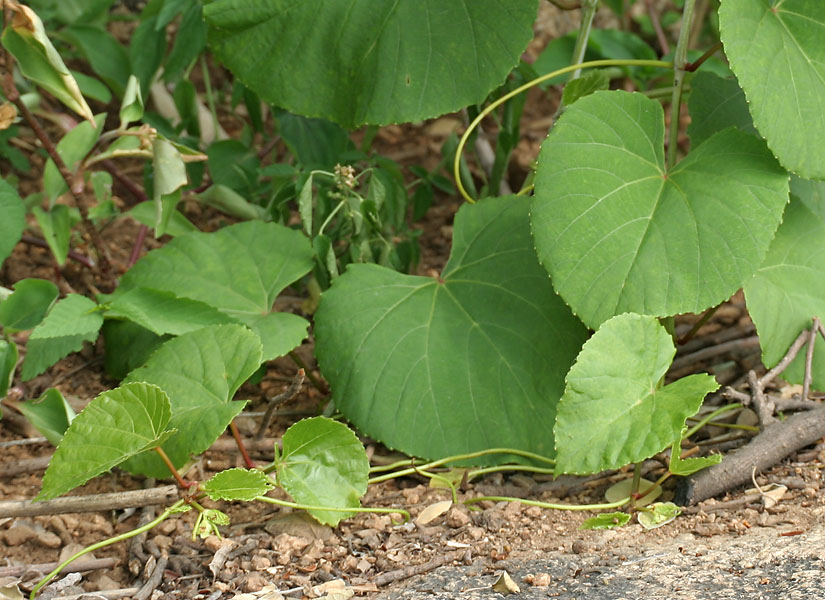
Hojas

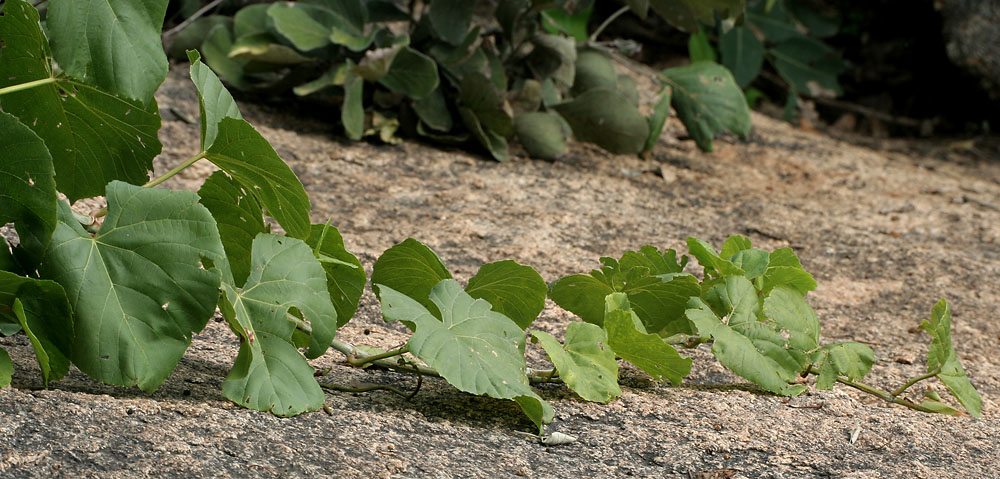
Detalle de una rama

## Descripción
Es una planta trepadora o liana leñosa. Las ramillas cilíndricas, con  ± pelos vellosos, y con zarcillos con 5-7 ramas. Las hojas son simples, indivisas o ligeramente 3-lobadas; con pecíolo de 1.5-9 cm; estípulas ovado-elípticas u ovaladas, de 2-3 mm, herbáceas, ápice redondeado; limbo ovado-orbiculares, de 5-15 x 2-5 cm, con el haz escasos pelos versátil y vellosa cuando joven, luego de casi glabrescentes, las venas basales 5-7, laterales 4 o 5 pares, base cordada, el margen con dientes irregulares o ondulados. La inflorescencia en forma de umbela terminal o de hojas opuestas; pedúnculo 1.5-3.5 cm. Pedicelo 2-6 mm. El fruto es una baya de 8.6 mm.

## Distribución y hábitat
Se encuentra en los bosques, matorrales y zonas verdes, a una altitud de 500-1000 metros en Hainan, Sichuan, Yunnan, Bután, India, Sri Lanka y Tailandia.

## Taxonomía
Cissus repanda fue descrita por (Wight & Arn.) Vahl y publicado en Symbolae Botanicae, . . . 3: 18, en el año 1794.
Etimología
Cissus: nombre genérico que deriva del griego κισσος ( kissos ), que significa "hiedra".
repanda: epíteto latino que significa "curvada".
Variedades aceptadas
- Cissus repanda var. repanda

Sinonimia
| - Cissus acuminata Thwaites - Cissus aquosa Buch.-Ham. ex Wall. - Cissus blumeana Hassk. - Cissus gigantea (Bedd.) Planch. - Cissus indica Rottler - Cissus repanda var. subferruginea (Merr. & Chun) C.L.Li - Cissus repens Thwaites - Cissus rosea (Royle) Walp. - Cissus vitifolia Salisb. - Parthenocissus subferruginea Merr. & Chun - Rinxostylis repanda (Vahl) Raf. - Vitis gigantea Bedd. - Vitis vitiginea var. repanda (Vahl) Kuntze |